# Никольское (озеро, Кирилловский район)
Никольское — озеро в России, располагается на территории Кирилловского района Вологодской области.
Площадь водной поверхности озера равняется 4,72 км². Уровень уреза воды находится на высоте 116 м над уровнем моря. Площадь водосборного бассейн озера составляет 134 км².
Код объекта в государственном водном реестре — 08010200311110000004141.